# Balej
Balej – miasto w Rosji, w Kraju Zabajkalskim. W 2010 roku liczyło 12 533 mieszkańców. W 2023 roku liczyło 10 200 mieszkańców.